# Roma Kenga
Roma Kenga, egentligen Roman Nikolajevitj Orechovskij (ryska: Роман Николаевич Ореховский), född den 15 maj 1980, är en rysk sångare och låtskrivare. Han började spela piano redan som 5-åring. Mest känd är kanske hans version av Abbas Summer Night City, men han har även medverkat på Gravitonas (med Alexander Bard) låt "Everybody Dance".